# Mirosława Buchholtz
Mirosława Buchholtz – polska profesor anglistyki, specjalistka w dziedzinie literatury angielskiej, amerykańskiej i kanadyjskiej, pracownik naukowy Uniwersytetu Mikołaja Kopernika w Toruniu.

## Życiorys
Urodzona w Dębicy, dyplom magistra filologii angielskiej uzyskała na Uniwersytecie Jagiellońskim w 1987 roku. Stopień naukowy doktora w dziedzinie literatury angielskiej i amerykańskiej w 1995 r. na Uniwersytecie Brandeisa w USA. Uzyskany stopień naukowy został uznany za równorzędny ze stopniem doktora nauk humanistycznych w Polsce w 2000 r. Stopień doktora habilitowanego nauk humanistycznych w zakresie literaturoznawstwa (historia literatury amerykańskiej) otrzymała na Uniwersytecie Mikołaja Kopernika w Toruniu w 2002 r. W 2010 r. odebrała nominację profesorską z rąk prezydenta RP. Na UMK pracuje od 2000 r. Od 2007 do 2019 kierownik Katedry Filologii Angielskiej UMK, a od 2019 – kierownik Katedry Literatury Amerykańskiej i Przekładu Literackiego.
Zainteresowania naukowe prof. Buchholtz koncentrują się wokół literatury kanadyjskiej i amerykańskiej XIX i XX wieku, twórczości Henry’ego Jamesa, pisarstwa auto/biograficznego i podróżniczego, recepcji literatury kanadyjskiej i amerykańskiej w Polsce, przekładu literackiego, filmowych adaptacji dzieł literackich oraz baśni literackiej w USA i Kanadzie.
Otrzymała liczne granty i stypendia finansowane przez KBN, FNP, NPRH, NAWA (Program im. Mieczysława Bekkera), Fundację Kościuszkowską, Program Fulbrighta, Fundację Mellona, Fundację Lanckorońskich, Fundację Bogliasco, Eccles Centre/British Library, Rząd Kanady, Rząd Bawarii.
Jest członkiem ESJS – European Society of Jamesian Studies (od 2007); HJS – Henry James Society (od 2011): skarbnik 2015, wiceprezes 2016, prezes 2017, przedstawiciel Towarzystwa w Polsce od 2018, członek zarządu od 2023; Fulbright Alumni Association (od 2014): członek zarządu od 2022; IAUPE (International Association of University Professors of English, od 2017); MLA (Modern Language Association, od 2017); SSASS (The Society for the Study of the American Short Story, od 2017); ENSFR (European Network for Short Fiction Research, od 2017); Polska Komisja Akredytacyjna (od 2012); rad programowych pism anglistycznych (UW, UAM, UR) oraz serii wydawniczych (UAM, UJ).
Jest recenzentką w przewodach doktorskich (30), habilitacyjnych (15), procedurach o nadanie tytułu profesora (8) oraz w procedurze nadania doktoratu honoris causa (J.M. Coetzee – UAM). Wypromowała 10 doktorów, 120 magistrów i 53 licencjatów.
Jest autorką książek oraz Book Review Editor w piśmie „The Henry James Review” (od 2023).

## Wybrane publikacje
Książki autorskie:
- Ernest Hemingway in Interview and Translation (z Dorotą Guttfeld). Cham: Springer, 2022.
- Henry James and the Art of Auto/biography. Frankfurt am Main: Peter Lang Verlag, 2014.
- The Beautiful and the Doomed: Essays on Literary Value. Frankfurt am Main: Peter Lang Verlag, 2013.
- Henry James i sztuka auto/biografii. Seria: Monografie FNP. Toruń: Wydawnictwo UMK, 2011.

Książki i numery czasopism redagowane i współredagowane:
- Henry James’ Travel: Fiction and Non-Fiction. London: Routledge, 2019.
- Litteraria Copernicana, Henry James – muzeum pisarza / The Writer’s Museum Vol. 1(21), współredakcja z Dorotą Guttfeld i Grzegorzem Koneczniakiem 2017.
- Theoria et Historia Scientiarum. Vol. 12. Insights and outlooks: cognitive approaches to culture, history, psychology, and language teaching, współredakcja z Martą Sibierską, 2015.
- Alice Munro: wprowadzenie do twórczości. Toruń: Wydawnictwo Adam Marszałek, 2015, 444 strony, wstęp: s. 5–17.
- Alice Munro: Reminiscence, Interpretation, Adaptation and Comparison, współredakcja z Eugenią Sojką. Frankfurt am Main: Peter Lang Verlag, 2015, 229 stron, wstęp: s. 7–14.
- World War I from Local Perspectives: History, Literature and Visual Arts, współredakcja z Grzegorzem Koneczniakiem. Frankfurt am Main: Peter Lang Verlag, 2015, 211 stron, wstęp: s. 9–26.
- Henry James Goes to War, współredakcja z Dorotą Guttfeld i Grzegorzem Koneczniakiem. Frankfurt am Main: Peter Lang Verlag, 2014.